# 九天观
九天观，位于中国广东省惠州市博罗县罗浮山，为博罗县的一个县级文物保护单位，类型为古建筑，公布时间为1978年。
九天观的历史年代为清代。